# Thiébauménil
Thiébauménil  is een gemeente in het Franse departement Meurthe-et-Moselle in de regio Grand Est. De plaats maakt deel uit van het arrondissement Lunéville en sinds 22 maart 2015 van het kanton Baccarat, toen het kanton Lunéville-Sud, waar Thiébauménil daarvoor deel van uitmaakte, werd opgeheven.

## Geografie
De oppervlakte van Thiébauménil bedraagt 3,9 km², de bevolkingsdichtheid is 92,3 inwoners per km².
De onderstaande kaart toont de ligging van Thiébauménil met de belangrijkste infrastructuur en aangrenzende gemeenten.

## Demografie
Onderstaande figuur toont het verloop van het inwonertal (bron: INSEE-tellingen).